# Passeur de mots et d'histoires
 (décembre 2023).
Il peut être nécessaire de l'améliorer pour respecter le principe de neutralité de point de vue. Veuillez consulter la page de discussion pour plus de détails.

Passeur de mots et d’histoires est une association loi de 1901 fondée en 2010. Elle forme des biographes hospitaliers, aussi appelés « Passeurs » qui interviennent auprès de personnes gravement malades et/ou en situation palliative hospitalisées dans un établissement de soin ou à domicile. 
L'association est financée par les adhésions et dons de particuliers, le mécénat d'entreprise et le produit de ses activités de formation.

## Histoire
(décembre 2023).
2007 : Naissance de la Biographie Hospitalière à l’hôpital Louis Pasteur de Chartres, à l’initiative de Valéria Milewski et de l’équipe des soignants du service d’oncologie-hématologie. La biographie hospitalière permet à une personne très gravement malade et/ou en situation palliative, hospitalisée dans un établissement de soin ou à domicile, de raconter son histoire à un biographe hospitalier professionnel et de recevoir gracieusement, elle-même ou un proche désigné, le récit de sa vie sous forme d’un livre.
2010 : Création de l’association Passeur de mots, passeur d’histoires, désormais reconnue d’intérêt général
2011 : 1re journée d’étude sur le récit de vie et la maladie grave à l'Université Paris-Ouest La Défense 
2012 :  Lancement d'une Recherche Qualitative avec le soutien du Fonds pour les Soins Palliatifs et sous l’impulsion de l’équipe d’oncologie de l’hôpital Louis Pasteur de Chartres composée de Valéria Milewski, Anne Patin, Sophie Pertuy, David Solub, Virginie Trouillet, ainsi qu’Élodie Cretin, ingénieur de recherche au CHRU de Besançon
2017 : Première Journée Nationale de la Biographie Hospitalière au Musée d'Histoire de la Médecine Université de Paris Descartes, avec restitution des résultats de la recherche qualitative 
2020 : Thèse de Doctorat de Valéria Milewski Tenir parole et rendre parole, le genre de la biographie hospitalière ou la carebiographie (Université de Poitiers) sous la direction de Stéphane Bikialo 
2021 : Lauréat et incubation au Philanthro-LAB, Paris
2022 : Exposition à l’ONU (Genève), nouveau siège social à Paris, changement de gouvernance et nouvelle dénomination de l’association, désormais Association Passeur de mots et d’histoires
2023 : Colloque de la Biographie Hospitalière « De l’Art d’être vivant », au ministère de la Santé, à Paris, sous l’égide de la ministre déléguée, avec les interventions entre autres de Delphine Horvilleur, Jean Kabuta, Wajdi Mouawad. 

## Organisation

### Biographes hospitaliers Passeurs
Les biographes hospitaliers Passeurs font passerelle et permettent que la personne malade donne à voir, à lire le livre de sa vie. Il est d'ailleurs tout à fait significatif que les récits de vie accouchés par le biographe laissent de côté la maladie et constituent plutôt des témoignages d'un chemin, d'une histoire, de racines.
Les biographes hospitaliers Passeurs sont présents dans 25 établissements et 50 services en France, ainsi qu’au domicile des malades. Ils sont formés et accompagnés par l’association.
Les biographes hospitaliers Passeurs travaillent en collaboration avec l’équipe soignante. Les Passeurs participent aux réunions hebdomadaires des soignants, à leurs réflexions éthiques, à l’accompagnement de la personne et ses proches tout au long de son hospitalisation dans l’établissement de soin et/ou à son domicile. La biographie hospitalière Passeur est intégrée dans le quotidien médical et dans le parcours de soin de la personne gravement malade.
Un membre de l’équipe soignante présente la démarche aux personnes gravement malades hospitalisées dans le service et/ou à domicile en lui offrant la possibilité de rencontrer le biographe hospitalier.
Dès lors que le malade accepte cette rencontre, le biographe hospitalier lui propose des temps de rencontre, pouvant aller d’une seule séance à autant que nécessaire.
Le malade peut alors, raconter son histoire au biographe hospitalier professionnel et recevoir gracieusement, lui-même ou un proche désigné, le récit de sa vie sous forme d’un livre.
Au terme des rencontres, la biographie prend la forme d’un livre fabriqué par des artisans locaux (graphiste, imprimeur, relieur d’art) ayant une démarche environnementale réfléchie.
Elle est offerte à la personne gravement malade en 1 à 3 exemplaires. En cas de décès, que la biographie soit finalisée ou non, elle est offerte aux destinataires désignés au moins un an après. Tous les éléments sont restitués par la même occasion (cahier de notes, photos, la biographie en format numérique…).
Dans l’exercice de sa fonction, le Passeur est rémunéré et tenu à la confidentialité.

### Formation
L’association accompagne les Passeurs de façon individuelle et collective, en proposant une formation continue, des outils et un partage entre pairs afin de monter en compétences.

### Structure associative
L’association nationale est tête de réseau et reconnue d’intérêt général.
Elle est représentée en région par des associations Passeur ou des collectifs, dont la mission est de faire connaître la biographie hospitalière sur leur territoire, auprès du grand public, des soignants, des collectivités territoriales…
La gouvernance de l’association Passeur de mots et d’histoires est assurée par son président le professeur Jean-Pierre Lotz, chef du service Oncologie Médicale à l’Hôpital Tenon (Paris) et de son trésorier Emmanuel Foret, directeur Audit et Conseil, de Valéria Milewski, Directrice Générale et fondatrice, entourés du Conseil d’Administration auquel participent les biographes hospitaliers référents régionaux, ainsi que les membres du Conseil des Sages, garants de l’éthique et de la vision de l’association, tous cofondateurs de la démarche auprès de Valéria Milewski en 2007 : les docteurs Frédéric Duriez et David Solub, les psychologues Anne Patin et Sophie Pertuy, Chantal Thaluet, cadre de santé à la retraite, Christian Patin, chef d’entreprise.

### Perspectives
Les ambitions de l’association Passeur de mots et d’histoires, chef de file de la démarche, sont de continuer à promouvoir la biographie hospitalière en France et à l'international afin que davantage de personnes gravement malades et leurs proches puissent en bénéficier, notamment au travers de colloques, parutions, créations artistiques, partenariats avec les autres acteurs de la démarche…
Dans cet objectif, l’association œuvre activement avec le ministère de la Santé pour faire reconnaître la biographie hospitalière comme un nouveau métier et un nouveau soin de support.
Un Diplôme Universitaire dédié à la biographie hospitalière sera proposé en faculté de médecine en septembre 2024 par l’association Passeur de mots et d’histoires.
L’association s’engage dans la recherche qualitative et la mesure d’impact social, ainsi que dans le projet d’un essaimage sur l’ensemble du territoire français incluant de poursuivre la formation et la mise en place de biographes hospitaliers.

### Partenaires et distinctions
L’association Passeur de mots et d’histoires compte parmi ses partenaires, historiques et actuels, HELEBOR, Le Chant des Étoiles, les hôpitaux de Chartres, AERAO, les fondations B. BRAUN, PFG, Rothschild, Les petits frères des pauvres et Crédit Coopératif, Annie d’Avray, Unicancer, Uniopss, le Philantro-LAB, The good lobby, KOZ, Équanity, Prophil, Vent en Poupe, le Théâtre de la Colline, le ministère de la Santé

## Œuvres et publications

### Articles de presse
- « À l’hôpital de Chartes, des « biographes thérapeutiques » pour retisser sa vie », Le Monde,‎ 8 janvier 2013 (lire en ligne)
- « À Chartres, des malades écrivent leur vie pendant qu'il en est encore temps », CNews,‎ 18 janvier 2013 (lire en ligne)
- « Gravement malades, ils écrivent leur vie pour affronter la mort », Le Figaro,‎ 10 juillet 2015 (lire en ligne)
- « Écrire contre la maladie », Le Monde,‎ 19 février 2016 (lire en ligne)
- « Dans les Ehpad, les biographes hospitaliers captent la mémoire des résidents », Europe 1,‎ 27 juin 2017 (lire en ligne)
- « Des biographes au chevet des malades incurables : « Il y aura comme une trace de moi… » », Le Parisien,‎ 26 février 2023 (lire en ligne)
- « Soins palliatifs : aux Diaconesses, toute une vie dans une biographie », Libération,‎ 19 mars 2023 (lire en ligne)
- « Chaque patient est aussi une histoire singulière à raconter », Le quotidien du médecin,‎ 21 avril 2023 (lire en ligne)
- « La biographie hospitalière, des mots pour réenchanter la vie », La Vie,‎ 22 juin 2023 (lire en ligne)

### Publications
- RINCK Fanny et MILEWSKI Valéria, Récit de soi face à la maladie grave, Lambert Lucas, juin 2014 (lire en ligne)
- PATIN SERPANTIE Anne, « « Passeur de mots, passeur d'histoires » Biographe pour personnes gravement malades. Un projet fédérateur au sein d'un service d'onco-hématologie », Le coq-héron,‎ 2011, p. 135-140 (lire en ligne)
- BOBBE Sophie et MILEWSKI Valéria, « Biographie hospitalière », Vocabulaire des histoires de vie et de la recherche biographique, Christine Delory-Momberger éd.,‎ 2019, p. 295-297 (lire en ligne)
- ESCRIVA Florence, « Les récits de vie », Raconter la maladie,‎ 2020, p. 45-64 (lire en ligne)
- LE BERRE Rozenn, Raconter la maladie, Mardaga, 9 juillet 2020

- LEGENNE Myriam, ZIELINSKI Agata et MAURI Hélène, « Liberté et créativité », Jusqu’à la mort accompagner la vie, vol. 149,‎ 2022, p. 23-31 (lire en ligne)

### Radio et télévision
- « Écrire le récit de sa vie pour ses proches - Passeur de mots », France 2, mille et une vies,‎ 19 janvier 2017 (lire en ligne)
- « Écrire la biographie des personnes en fin de vie », Brut,‎ mai 2022 (lire en ligne)
- « Vous êtes formidables - Christine Carmona », France 3,‎ 13 mai 2022 (lire en ligne)
- « Valéria sauve la mémoire des malades condamnés », Nova,‎ 3 janvier 2023 (lire en ligne)
- « La biographie hospitalière bientôt reconnue? », Télé Nantes,‎ 30 mai 2023 (lire en ligne)
- « "Je rencontre des gens qui vont bientôt mourir et j'écris leur histoire : je suis biographe hospitalière" », NEON,‎ 20 juillet 2023 (lire en ligne)
- « "Ça redonne une sorte de cohérence à toute sa vie" : à la rencontre de Claire Liagre, biographe hospitalière », France Info,‎ 25 juillet 2023 (lire en ligne)

### Conférences
- Coordination bretonne de soins palliatifs et Valéria MILEWSKI « Présentation d’un travail de mise à l’écrit des récits de vie des patients » (13 décembre 2018)  (www.youtube.com/watch?v=O4DagCBTs7k&t=41s, consulté le 4 octobre 2023)
- « La biographie hospitalière : rôle de la parole et de l’écriture dans la maladie grave » (30 janvier 2020)  (www.ens.psl.eu/agenda/dire-la-maladie/2020-01-30t083000, consulté le 4 octobre 2023)
—Dire la maladie - Journée d’études du Séminaire International d’Etudes sur le Soin (Ecole Normale Supérieure, Paris)
- Valéria Milewski « Faire son récit de vie, se réinventer avant de mourir et partir en paix ? » (mars 2020)  (www.youtube.com/watch?v=H2yFA3YnV7c, consulté le 4 octobre 2023)
—Assises du Corps transformé
- EREN - Espace de Réflexion Ethique de Normandie et Julie Gaab « La biographie hospitalière en Normandie » (24 mars 2021)  (www.youtube.com/watch?v=-ieQHzwrs64, consulté le 4 octobre 2023)
- « La Carebiographie entre récit et spiritualité » (11 mars 2022)  (youtu.be/-TbHJ_GzHX8, consulté le 4 octobre 2023)
—SFAP Spiritual Care
- « ASP Être Là » (23 septembre 2022)  (www.asp19.fr/actualite-228-valeria-milewski.html, consulté le 4 octobre 2023)
— (Brive)
- « Le récit de vie : une transmission ? » (4 avril 2023)  (www.jeanne-garnier.org/pole-recherche/journees-detude/journee-detude-crise-des-vocations-crise-de-la-transmission-4-avril-2023/, consulté le 4 octobre 2023)
—Journée d’étude ” Crise des vocations, crise de la transmission ?”
- « L'accompagnement par la biographie hospitalière » (6 avril 2023)  (sfap.org/journee-thematique/penser-imaginer-partager-l-accompagnement-par-la-biographie-hospitaliere, consulté le 4 octobre 2023)
—Les « jeudi de la SFAP » 2023
- « Ecriture de soi pour apaiser la détresse existentielle en situation de  handicap ou de grand âge? Témoignages de biographes hospitalière  sur des cas de patients » (10 mai 2023)  (www.plateforme-recherche-findevie.fr/sites/default/files/inline-content/PNRFV/Documents%20associ%C3%A9s%20aux%20dates%20agenda/aide3programmea5-complet.pdf, consulté le 4 octobre 2023)
—Exprimer et méditer la détresse existentielle

### Théâtre
« À la vie, à la mort » organisé par le Théâtre National de la Colline : Lecture de biographie par Sébastien Kheroufi et Valéria Milewski à l’occastion de l’évènement

### Exposition
« Des portraits qui racontent l’histoire d’une vie, mais surtout l’art d’être humain », 2022, exposition internationale du photographe Steve Fiehl sous l’égide de l’Organisation mondiale de la Santé au Palais des Nations unies, Genève.

## Distinctions et prix
- 2008 : Prix « Servir » Rotary Club
- 2009 : 1er Prix Infirmier Any d’Avray Euro Cancer Paris[23]
- 2011 : Lauréat, Fondation B.Braun[17]
- 2013 : Prix de la Fondation MACSF
- 2016 : Prix de la Fondation PFG[24]
- 2019: Prix LR Technologies
- 2020 : Lauréat Philanthro-Lab[20]